# Museo nazionale del Nepal
Il Museo Nazionale, situato ai piedi di Swayambhu, una collina sacra nella valle di Kathmandu, è il primo museo nepalese. Estendendosi su una superficie di circa 50 Ropani (27,38 ettari ), il museo comprende al suo interno vari edifici, giardini e spazi aperti. La sua funzione principale è quella di preservare ed esporre tesori artistici rari e preziosi.

## Storia
Il museo ha una ricca storia, inizialmente fù costruito nel 1824 come Arsenale da parte del Primo Ministro Generale Bhimsen Thapa. Nel 1926, il Primo Ministro Chandra Shumsher aggiunse due ali ai lati nord e sud dell'edificio principale, rinominandolo Museo Silkhana. Nel 1938 il Primo Ministro Juddha Shumsher lo rinominò Museo del Nepal, aprendolo al pubblico il 12 febbraio del 1939.
Inizialmente l'edificio ospitante il Museo Nazionale non era progettato per contenere mostrare tesori d'arte. Con lo sviluppo del museo, divenne difficile gestirlo in maniera appropriata. In risposta a ciò, il Primo Ministro Juddha Shumsher realizzò nel 1943 il Judhha Kala Bhavan di fronte al Museo Nazionale, aprendolo al pubblico il 18 aprile 1943.
In aggiunta a ciò, il museo conserva una collezione di arte buddista, la quale fu espansa grazie al supporto del governo giapponese nel 1997.
Nel corso del tempo, il Museo Nazionale ha subito diversi cambiamenti di tipo amministrativo. Fino al 1951 operò come un dipartimento del governo. Dal 1951 la sua autorità amministrativa venne trasferita al Ministero dell'Educazione sotto la guida di un curatore, la quale continuò fino al 1962. Anno in cui il Dipartimento d'Archeologia lo preso in carico.
Con l'evolversi del museo, anche il suo nome cambiò; Inizialmente fu chiamato il Museo dell'Arsenale, nel 1939 divenne il Museo Nepalese. infine nel 1968 divenne il Museo Nazionale, nome che mantiene tutt'ora.
Attualmente le gallerie storiche del museo: la galleria d'arte Judhhjatiya e la galleria d'arte buddista, offrono servizi a visitatori, studenti ed a turisti nazionali ed internazionali. Divenendo nel tempo una destinazione importante per gli appassionati di storia ed arte.
Il museo è inoltre dotato di un auditorium in grado di contenere fino a 142 spettatori. Dotato di sedie confortevoli, un podio rialzato ed un sistema audiovisivo di qualità. Il complesso contiene anche diversi giardini, i quali possono essere un luogo piacevole per passeggiate in famiglia.

## Posizione
Il Museo nazionale del Nepal si trova nella città di Kathmandu, a breve distanza dallo stupa. L'edificio classico del museo si trova sul lato occidentale del fiume Vishnu a ridosso di un panorama collinare. Entrando nel museo, sulla sinistra si trova la Galleria d'arte che espone statue, sculture in legno e dipinti. L'edificio dritto di fronte è la Galleria d'arte buddista, che espone oggetti d'arte buddista, mentre l'edificio sulla destra è il Museo di storia naturale.

## Galleria d'arte

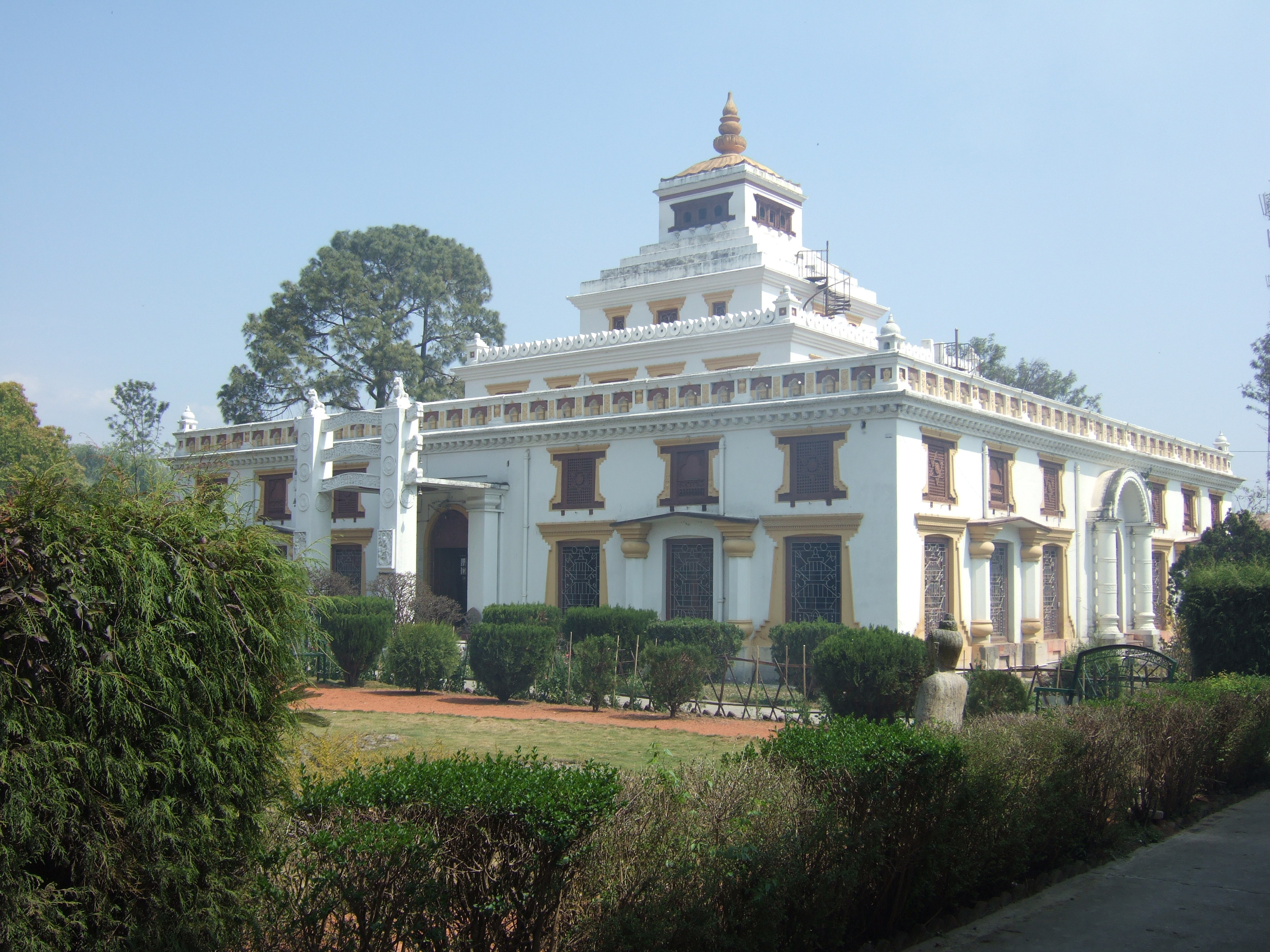
Kathmandu, Museo Nazionale: Galleria d'arte

La Galleria d'arte espone opere in metallo, sculture in legno e pietra. Tra le immagini in pietra spicca quella del re Licchavi Jayavarma del II secolo . Questa grande statua, rinvenuta a Handigaon, si erge maestosa dopo il restauro effettuato da un progetto italiano. Quattro statue rubate: la testa del XII secolo Veenadharini Saraswati da Pharping's Kamalpokhari; Il Buddha proveniente da Bhinchhe Bahal, Patan; la Surya del XIV secolo proveniente da Panauti'S Triveni Ghat ed il Garudasansa Vishnu del X secolo proveniente da Hyumat Tole, Kathmandu. Tali opere giunsero da un collezionista d'arte di Los Angeles, che ne valorizzò il grande interesse. Essi si trovano in una sezione della galleria dedita alle opere in pietra.
Nritya Devi è una scultura in legno restaurata di una dea danzante del XV secolo, conservata nella sezione dell'intaglio. Motivi intricati, scolpiti su legno di teak, sal o rosa realizzati su cornici in legno per finestre indicato un'elevata raffinatezza nell'intaglio. Una serie di dipinti rappresentanti i miracoli di Krishna conosciuti come "Krishna Lila" occupano la maggior parte delle sezione dedicata ai dipinti.

## Galleria d'arte buddista
La galleria d'arte buddista conserva diversi dipinti, sculture ed oggetti rituali. Per fornire l'adeguata visione dell'arte buddista del Regno del Nepal, la galleria è stata suddivisa in tre sezioni, rispettivamente inerenti le seguenti aree geografiche: Terai, valle di Kathmandu, Himalaya del nord. La sezione del Terai è adornata da fotografie di Lumbini, paese natale del sommo Buddha.
La sezione della valle di Kathmandu contiene Chaitya (stupa), statue di Buddha e Bodhisattva forgiati in bronzo.
La sezione dedita all'Himalaya del nord riflette l'influenza del buddismo tibetano, il quale sviluppò diversi oggetti di rito. Tra i quali; Phurpa (dardi magici utilizzati per il sacrificio rituale di effici umane di nemici), dorje (rappresentanti saette) si trovano in questa sezione. La galleria è inoltre adornata da dipinti di Thangka realizzati in cotone o seta e da diversi amuleti religiosi. Le raffigurazioni di Manjushri (divinità della saggezza), Yantra del IXX secolo rappresentanti i chakra del corpo e dipankara Buddha sono una parte fondamentale della collezione buddista.

## Museo storico
L'edificio monumentale che ospita il Museo storico fu costruito da Bhimsen Thapa, primo ministro del Nepal nel XVIII secolo. In queste camere sono esposte le ricchezze della biodiversità del Nepal : mammiferi, anfibi, rettili, uccelli, farfalle e insetti. Si possono ammirare le pellicce, il corno o gli endoscheletri di tigri, leopardi, panda rossi, scoiattoli volanti, rinoceronti, balene e il piumaggio colorato degli uccelli.
La sezione militare è una collezione di armi e manufatti provenienti dal Nepal antico, medievale e moderno. I cannoni in pelle (sequestrati durante la prima guerra tra Nepal e Tibet nel 1792), gli elmetti di bambù (dell'epoca dei primi sovrani), le pistole mitragliatrici elettriche e Thomson, il Birgun (un'arma presumibilmente inventata da Gahendra Shamsher JB Rana) sono rimasti beni di valore. Nella galleria sono esposti una spada donata da Napoleone III e dipinti a grandezza naturale che raffigurano la caccia alla tigre come sport reale. Sono esposti dipinti storici e moderni di primi ministri e re delle dinastie Malla e Shah, insieme a vetrine che presentano armi storiche nepalesi.
La sezione numismatica conserva rare monete in rame, argento e oro dall'epoca Licchavi (V-VII secolo) fino ai tempi moderni. Sono esposti anche alcuni gettoni realizzati in argilla o in pelle e banconote.